# Карым (Ханты-Мансийский автономный округ)
Карым — деревня в России, находится в Кондинском районе, Ханты-Мансийского автономного округа — Югры. Входит в состав сельского поселения Шугур.

## История
Дата основания — 14 декабря 1781 года
С июня 1924 года в деревне размещался Карымский туземный Совет Кондинского района Тобольского округа Уральской области (с 1931 года — Карымский сельский Совет), который подчинялся Кондинскому райисполкому. В Совет входили юртовые (родовые) Советы: Турпальский, Карымский, Кашатский, Левдымский.
В 1929 году в Карыме были открыты семилетняя национальная школа и национальный интернат на 60 мест. В интернате проживали дети не только Карымского сельского Совета, но и других населённых пунктов Кондинского района. Сюда привозили детей из Шаима, Чантырьи, Сатыги, Тапа, Евры, Елушкино и других селений.
В июне 1932 года в Карыме организован колхоз «Красный Туземец», который в дальнейшем был переименован в зверосовхоз «Карымский». В зверосовхозе разводили серебристо-чёрных лисиц.
В 1973 году из-за затопления Карыма во время наводнений зверосовхоз, национальная школа и интернат были переведены в деревню Шугур.

## Население
Население на 1 января 2008 года составляло 16 человек.
| 2010 |
| ---- |
| 10   |

## Климат
Климат резко континентальный, зима суровая, с сильными ветрами и метелями, продолжающаяся пять-шесть месяцев. Лето относительно тёплое, но быстротечное.